# Jan Johannes Swart
Dr. Jan Johannes Swart  ( 1901 -1974 ) fue un botánico neerlandés. Fue especialista taxónomo de la familia de Burseraceae, con énfasis en Protium.

## Algunas publicaciones
- 1955. Leergang suikercursus. Ed. Middelbare school voor tropische landbouw, 13 pp.

- 1942. "Extrait du Recueil des travaux botaniques néerlandais, vol. xxxix." "Stellingen" (2 pp.)

### Libros
- 1943. Tabakscursus M.K.L.S. te Deventer: dictaat plantkunde. Ed. Middelbare koloniale landbouwschool (MKLS), 60 pp.

- 1942. Novitates Burseracearum: A monograph of the genus Protium and some allied genera (Burseraceae) (Mededelingen van het Botanisch Museum en Herbarium van de Rijksuniversiteit te Utrecht). Ed. Drukkerij Koch en Knuttel (Gouda). iv, [211]- 446 pp.[1]
- La abreviatura «Swart» se emplea para indicar a Jan Johannes Swart como autoridad en la descripción y clasificación científica de los vegetales.[2]